# Freixido (Petín)
Freixido (llamada oficialmente Sagrado Corazón de Xesús de Freixido) es una parroquia del municipio español de Petín, en la provincia de Orense, Galicia.

## Toponimia
La parroquia también es conocida por los nombres de Corazón de Xesús de Freixido y Sagrado Corazón de Jesús de Freixido.

## Organización territorial
La parroquia está formada por dos entidades de población:
- Casasola
- Freixido de Baixo (Freixido de Abaixo)

## Demografía
| Gráfica de evolución demográfica de Freixido entre 2000 y 2023 |
|                                                                |
| Datos según el nomenclátor publicado por el INE.               |